# 保羅·格林
保羅·積臣·格林（英語：Paul Jason Green，1983年4月10日—）是一名英格蘭出生但選擇代表愛爾蘭的一位足球運動員，在場上司職中場。他現時效力英格蘭足球全國聯賽北球會波士頓聯及現役愛爾蘭國家足球隊代表。

## 球員生涯

### 球會
打比郡
2012年5月2日，將於6月30日約滿打比郡的格林向傳媒透露於已婉拒球會新合約，其稱於代表愛爾蘭國家足球隊參加2012年歐洲國家盃決賽週後才決定去向。
列斯聯
2012年6月20日，英冠球會列斯聯宣佈愛爾蘭國家足球隊代表格林將於7月1日正式加盟，並簽署兩年合約。

## 外部連結
- 足球数据库：保羅·格林的球员统计数据 （英文）
- 保羅·格連於愛爾蘭足總簡歷 （英文）
- 保羅·格連 （页面存档备份，存于）於列斯聯簡歷 （英文）